# Toti Iglesias
José Raúl Iglesias Mastantuono (Buenos Aires, 6 de marzo de 1957), ampliamente conocido como Toti Iglesias, es un exfutbolista argentino, de larga carrera en Primera División y en la segunda categoría del fútbol argentino.

## Biografía

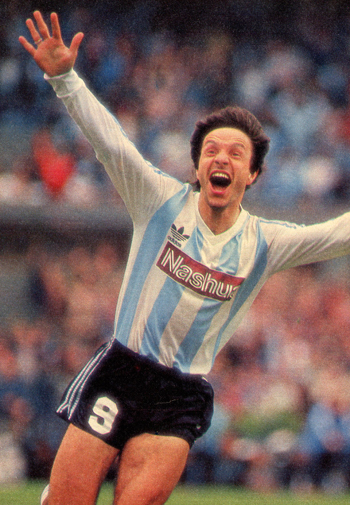
El Toti Iglesias con la camiseta de Racing Club en 1987.

Surgido en las inferiores de San Lorenzo, ha tenido una larga trayectoria en la cual siempre mostró su virtud: el gol. Es amado por las hinchadas de Sarmiento, de Junín y de Racing Club, de Avellaneda, clubes en los cuales aún es ídolo.
La hinchada de La Academia le dedicó un cantito que decía: «Váyase preparando, vaya gritandoló, porque en cualquier momento, aparece el Totigol».
Diestro, sin muchas condiciones técnicas, pero con enorme sentido de ubicación, gran velocidad y muy buen cabezazo. Festejaba sus goles con mucho énfasis y una tradicional vuelta carnero que era su particular firma personal. 
En Primera División marcó 117 goles en 288 partidos. En el ascenso su cosecha goleadora es notable: en 1980 marcó 25 goles en 38 partidos jugando para Sarmiento, y en 1986-87 36 goles en 48 partidos, con la camiseta de Huracán.

## Estadísticas

### Como futbolista
Datos actualizados al 7 de diciembre de 2019.
| San Lorenzo Argentina |               |               |     |     |   |   |   |    |     |      |      |
| 1.ª | M-1976        | 18            | 5   | -   | - | - | - | 18 | 5   | 0,27 |      |
| 1.ª | N-1976        | 1             | 0   | -   | - | - | - | 1  | 0   | 0,00 |      |
| 1.ª | M-1977        | 5             | 0   | -   | - | - | - | 5  | 0   | 0,00 |      |
| 1.ª | M-1983        | 27            | 13  | -   | - | - | - | 27 | 13  | 0,48 |      |
| 1.ª | M-1984        | 9             | 1   | -   | - | - | - | 9  | 1   | 0,11 |      |
| Total club | Total club    | 60            | 19  | 0   | 0 | 0 | 0 | 60 | 19  | 0,31 |      |
| Barcelona "B" · España |               |               |     |     |   |   |   |    |     |      |      |
| 3.ª | 1977          | 15            | 7   | -   | - | - | - | 15 | 7   | 0,46 |      |
| Total club | Total club    | 15            | 7   | 0   | 0 | 0 | 0 | 15 | 7   | 0,46 |      |
| Recreativo de Huelva · España |               |               |     |     |   |   |   |    |     |      |      |
| 2.ª | 1978          | 2             | 0   | -   | - | - | - | 2  | 0   | 0,00 |      |
| Total club | Total club    | 2             | 0   | 0   | 0 | 0 | 0 | 2  | 0   | 0,00 |      |
| Logroñés · España |               |               |     |     |   |   |   |    |     |      |      |
| 3.ª | 1978          | 10            | 6   | -   | - | - | - | 10 | 6   | 0,60 |      |
| Total club | Total club    | 10            | 6   | 0   | 0 | 0 | 0 | 10 | 6   | 0,60 |      |
| All Boys Argentina |               |               |     |     |   |   |   |    |     |      |      |
| 1.ª | M-1979        | 6             | 1   | -   | - | - | - | 6  | 1   | 0,17 |      |
| Total club | Total club    | 6             | 1   | 0   | 0 | 0 | 0 | 6  | 1   | 0,17 |      |
| Sarmiento Argentina |               |               |     |     |   |   |   |    |     |      |      |
| 2.ª | 1980          | 38            | 25  | -   | - | - | - | 38 | 25  | 0,66 |      |
| 1.ª | M-1981        | 28            | 16  | -   | - | - | - | 28 | 16  | 0,57 |      |
| Total club | Total club    | 66            | 41  | 0   | 0 | 0 | 0 | 67 | 41  | 0,62 |      |
| Rosario Central Argentina |               |               |     |     |   |   |   |    |     |      |      |
| 1.ª | N-1981        | 16            | 6   | -   | - | - | - | 16 | 6   | 0,37 |      |
| 1.ª | N-1982        | 11            | 11  | -   | - | - | - | 11 | 11  | 1,00 |      |
| 1.ª | M-1982        | 25            | 5   | -   | - | - | - | 25 | 5   | 0,20 |      |
| 1.ª | N-1983        | 14            | 8   | -   | - | - | - | 14 | 8   | 0,57 |      |
| Total club | Total club    | 66            | 30  | 0   | 0 | 0 | 0 | 66 | 30  | 0,45 |      |
| Valencia · España |               |               |     |     |   |   |   |    |     |      |      |
| 1.ª | 1984          | 6             | 0   | 1   | 0 | - | - | 7  | 0   | 0,00 |      |
| Total club | Total club    | 6             | 0   | 1   | 0 | 0 | 0 | 7  | 0   | 0,00 |      |
| Estudiantes de La Plata Argentina |               |               |     |     |   |   |   |    |     |      |      |
| 1.ª | N-1985        | 12            | 6   | -   | - | - | - | 12 | 6   | 0,50 |      |
| 1.ª | 1985-86       | 16            | 5   | -   | - | - | - | 16 | 5   | 0,31 |      |
| Total club | Total club    | 28            | 11  | 0   | 0 | 0 | 0 | 28 | 11  | 0,39 |      |
| Huracán Argentina |               |               |     |     |   |   |   |    |     |      |      |
| 1.ª | 1985-86       | 12            | 8   | -   | - | - | - | 12 | 8   | 0,67 |      |
| 2.ª | 1986-87       | 48            | 36  | -   | - | - | - | 48 | 36  | 0,81 |      |
| Total club | Total club    | 60            | 47  | 0   | 0 | 0 | 0 | 60 | 47  | 0,78 |      |
| Racing Club Argentina |               |               |     |     |   |   |   |    |     |      |      |
| 1.ª | 1987-88       | 32            | 16  | -   | - | - | - | 32 | 16  | 0,50 |      |
| 1.ª | 1988-89       | -             | -   | -   | - | 8 | 3 | 8  | 3   | 0,37 |      |
| Total club | Total club    | 32            | 16  | 0   | 0 | 8 | 3 | 40 | 19  | 0,47 |      |
| Junior · Colombia |               |               |     |     |   |   |   |    |     |      |      |
| 1.ª | 1989          | 20            | 8   | -   | - | - | - | 20 | 8   | 0,40 |      |
| Total club | Total club    | 20            | 8   | 0   | 0 | 0 | 0 | 20 | 8   | 0,40 |      |
| Talleres Argentina |               |               |     |     |   |   |   |    |     |      |      |
| 1.ª | 1989-90       | 29            | 11  | -   | - | - | - | 29 | 11  | 0,37 |      |
| Total club | Total club    | 29            | 11  | 0   | 0 | 0 | 0 | 29 | 11  | 0,37 |      |
| Deportivo Español Argentina |               |               |     |     |   |   |   |    |     |      |      |
| 1.ª | 1990-91       | 12            | 2   | -   | - | - | - | 12 | 2   | 0,17 |      |
| Total club | Total club    | 12            | 2   | 0   | 0 | 0 | 0 | 12 | 2   | 0,17 |      |
| Lanús Argentina |               |               |     |     |   |   |   |    |     |      |      |
| 1.ª | 1990-91       | 14            | 4   | -   | - | - | - | 14 | 4   | 0,28 |      |
| Total club | Total club    | 14            | 4   | 0   | 0 | 0 | 0 | 14 | 4   | 0,28 |      |
| Total carrera | Total carrera | Total carrera | 426 | 203 | 1 | 0 | 8 | 3  | 435 | 206  | 0,47 |
| (1) Incluye datos de la Copa de la Liga de España (1984). (2) Incluye datos de la Copa Libertadores (1989). (3) No incluye goles en partidos amistosos. |               |               |     |     |   |   |   |    |     |      |      |

### Como entrenador
| Club          | País   | Año  |
| ------------- | ------ | ---- |
| C. D. Badajoz | España | 1998 |

## Palmarés
```
   Campeonatos nacionales
   Sarmiento de Junin 1980
```

- Datos: Q5940457
- Multimedia: José Raúl Iglesias / Q5940457